# Les Neyrolles
Les Neyrolles ist eine französische Gemeinde mit 623 Einwohnern (Stand 1. Januar 2022) im Département Ain in der Region Auvergne-Rhône-Alpes. Sie gehört zum Kanton Nantua im Arrondissement Nantua.

## Geographie
Les Neyrolles liegt auf 525 m, etwa drei Kilometer südöstlich von Nantua, 13 km südlich der Stadt Oyonnax und 32 Kilometer ostsüdöstlich der Präfektur Bourg-en-Bresse (Luftlinie). Das Dorf erstreckt sich im Haut-Bugey, im Jura, in der tief eingeschnittenen Cluse de Nantua, einem Quertal durch die Juraketten, am Bach Doye (Zufluss des Lac de Nantua).

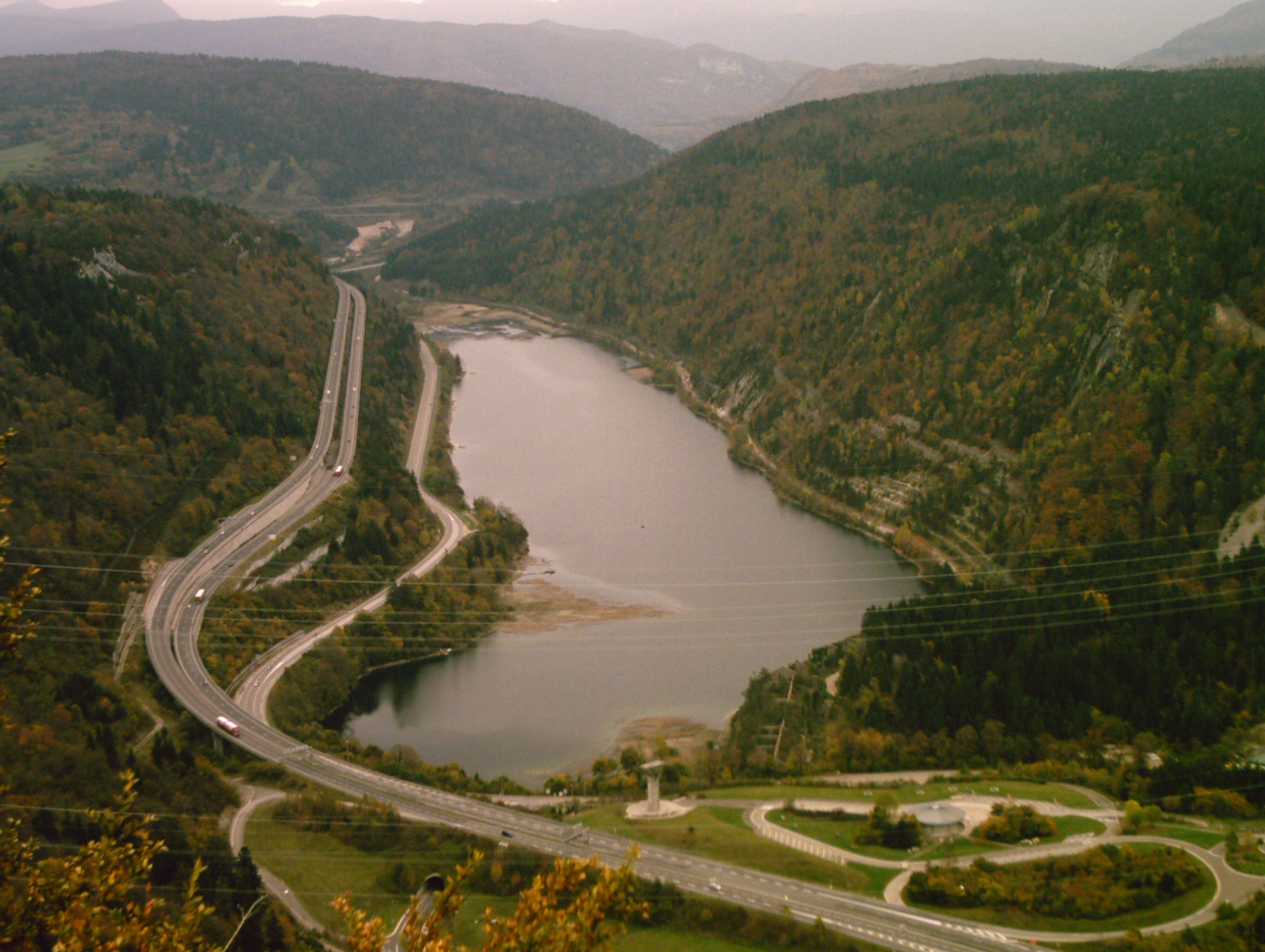
Lac de Sylans

Die Fläche des  9,50 km² großen Gemeindegebiets umfasst einen Abschnitt des südlichen französischen Juras. Der zentrale Teil des Gebietes wird von der hier in Richtung Südwest-Nordost orientierten Cluse de Nantua eingenommen. Sie bildet ein Quertal, das sich von Nantua bis ins Einzugsgebiet der Valserine durch die Ketten des Hochjuras zieht. Der Talboden ist bei Les Neyrolles rund 500 m breit und steigt gegen Nordosten zum Lac de Sylans an. Nach einem im 16. Jahrhundert erfolgten Bergsturz wurde dieser See aufgestaut und besitzt einen unterirdischen Abfluss. Sein Wasser tritt in der Source de la Doye bei Les Neyrolles wieder zutage.
Flankiert wird die Cluse de Nantua bei Les Neyrolles auf beiden Seiten von bis zu 500 m hohen Steilhängen, die von markanten Felswänden durchzogen sind. Nördlich des Quertals befinden sich der Mont Cornet und der Mont Burdet, südlich davon die Höhen von Les Monts d’Ain und Mont Pommier (1053 m). Nach Süden erstreckt sich das Gemeindeareal in die moorige Senke von La Béroude und auf die Waldkuppen der Forêt des Moussières, auf der mit 1118 m die höchste Erhebung von Les Neyrolles erreicht wird.
Zu Les Neyrolles gehören einige Hofgruppen auf den Jurahöhen. Nachbargemeinden von Les Neyrolles sind Charix im Norden, Le Poizat-Lalleyriat im Osten, Haut-Valromey im Osten und Südosten, Brénod im Süden sowie Nantua im Westen.

## Geschichte
Erstmals urkundlich erwähnt wird Les Neyrolles im Jahr 1309 unter der Bezeichnung De Neyrollis. Im Lauf der Zeit wandelte sich die Schreibweise über In Neyrolis (1350) und Les Neyroles (15. Jahrhundert) bis zum heutigen Namen, der 1604 erstmals belegt ist. Der Ortsname geht auf das lateinische Wort nucariolum (Nussbaumwäldchen) zurück.
Seit dem Mittelalter unterstand Les Neyrolles der Oberhoheit der Grafen von Savoyen. Mit dem Vertrag von Lyon gelangte das Dorf im Jahre 1601 an Frankreich. Die Wasserkraft der Doye wurde seit dem 18. Jahrhundert für den Betrieb von Mühlen, darunter eine Papiermühle, genutzt.

### Bevölkerungsentwicklung
| Jahr                       | 1962 | 1968 | 1975 | 1982 | 1990 | 1999 | 2009 | 2021 |
| Einwohner                  | 392  | 383  | 466  | 526  | 615  | 617  | 650  | 632  |
| Quellen: Cassini und INSEE |      |      |      |      |      |      |      |      |

Mit 623 Einwohnern (Stand 1. Januar 2022) gehört Les Neyrolles zu den kleinen Gemeinden des Départements Ain. Seit dem Beginn der 1970er Jahre wurde eine deutliche Bevölkerungszunahme verzeichnet. Die Ortsbewohner von Les Neyrolles heißen auf Französisch Neyrollan(e)s.

## Sehenswürdigkeiten
Die Kirche Saint-Clair in Les Neyrolles wurde 1830 im Stil des Neoklassizismus erbaut. Das Ortsbild wird geprägt vom 1988 eröffneten Viaduc de Nantua, einer Brücke der Autobahn A40, welche das Tal westlich des Dorfes in einer Höhe von ungefähr 90 m überspannt. Auf dem Rastplatz Aire de Repos de Sylans steht das Musée de l'Autoroute A40, in dem Geschichte und Bau der Autobahn gezeigt werden.
Das Gelände des ehemaligen Eiswerks Glacières de Sylans wurde mit zahlreichen Informationstafeln ausgestattet, die über die mehr als 50-jährige Firmengeschichte unterrichten.

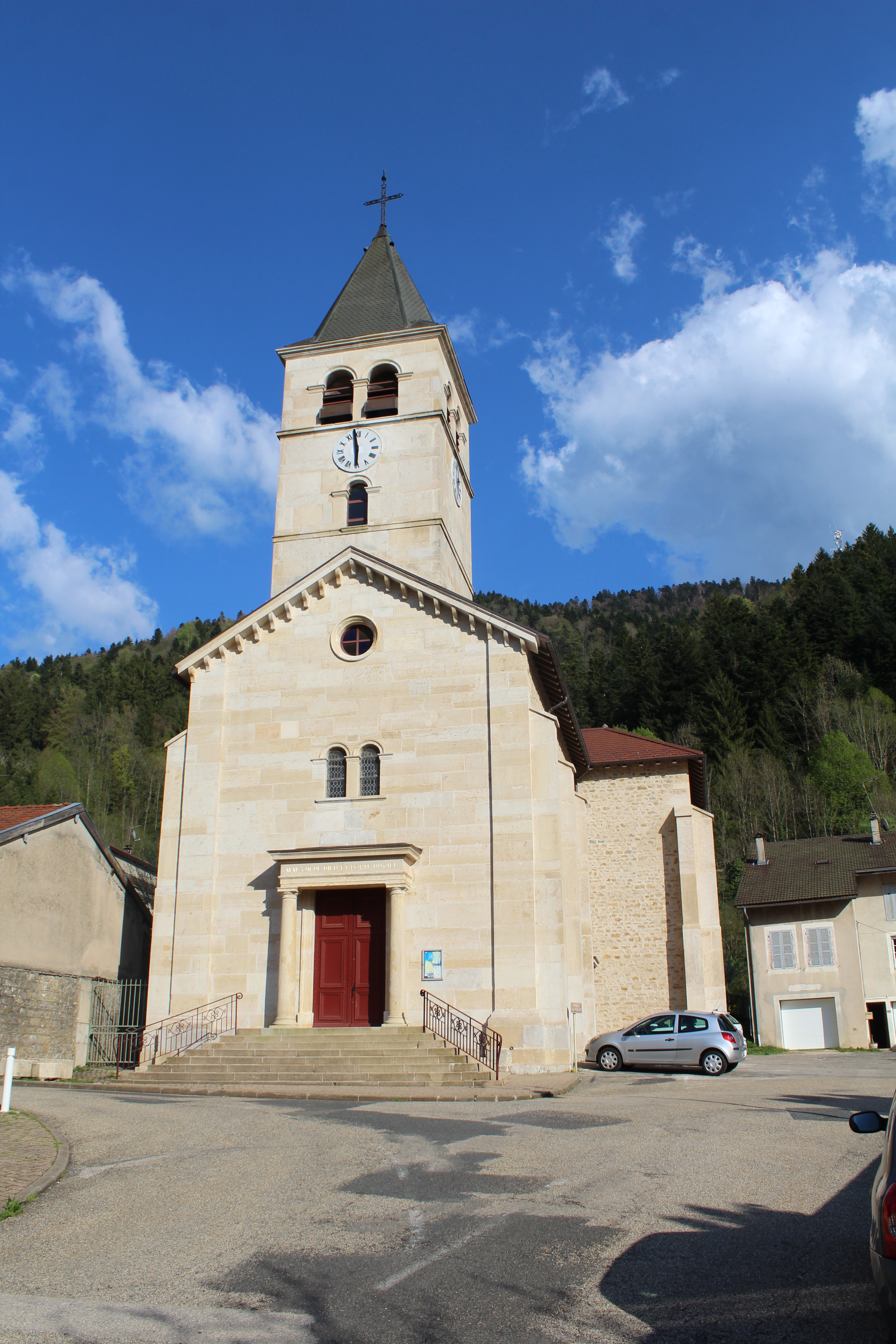
Kirche Saiont-Clair
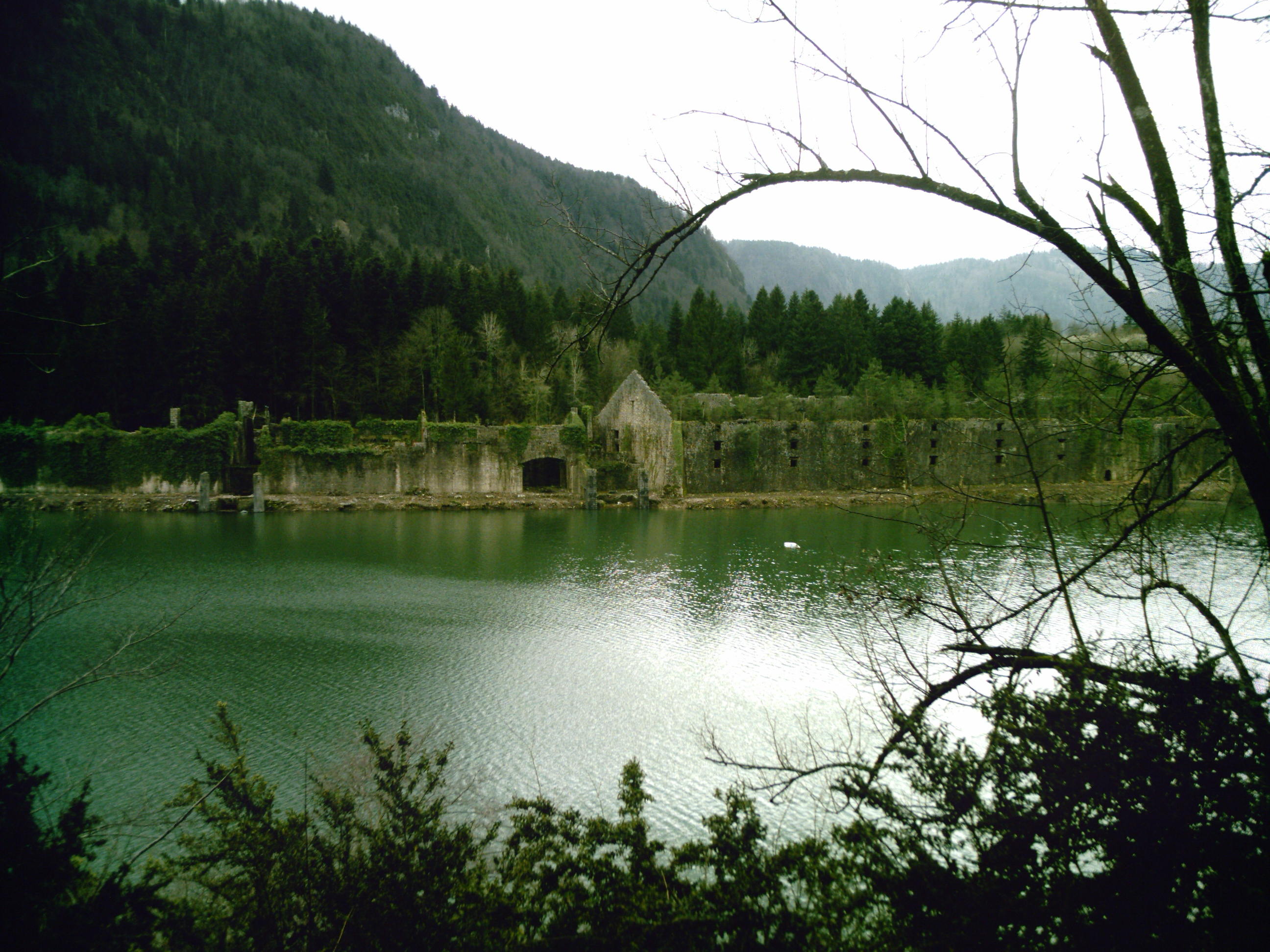
Die historischen Eiswerke am Lac de Sylans bei Neyrolles
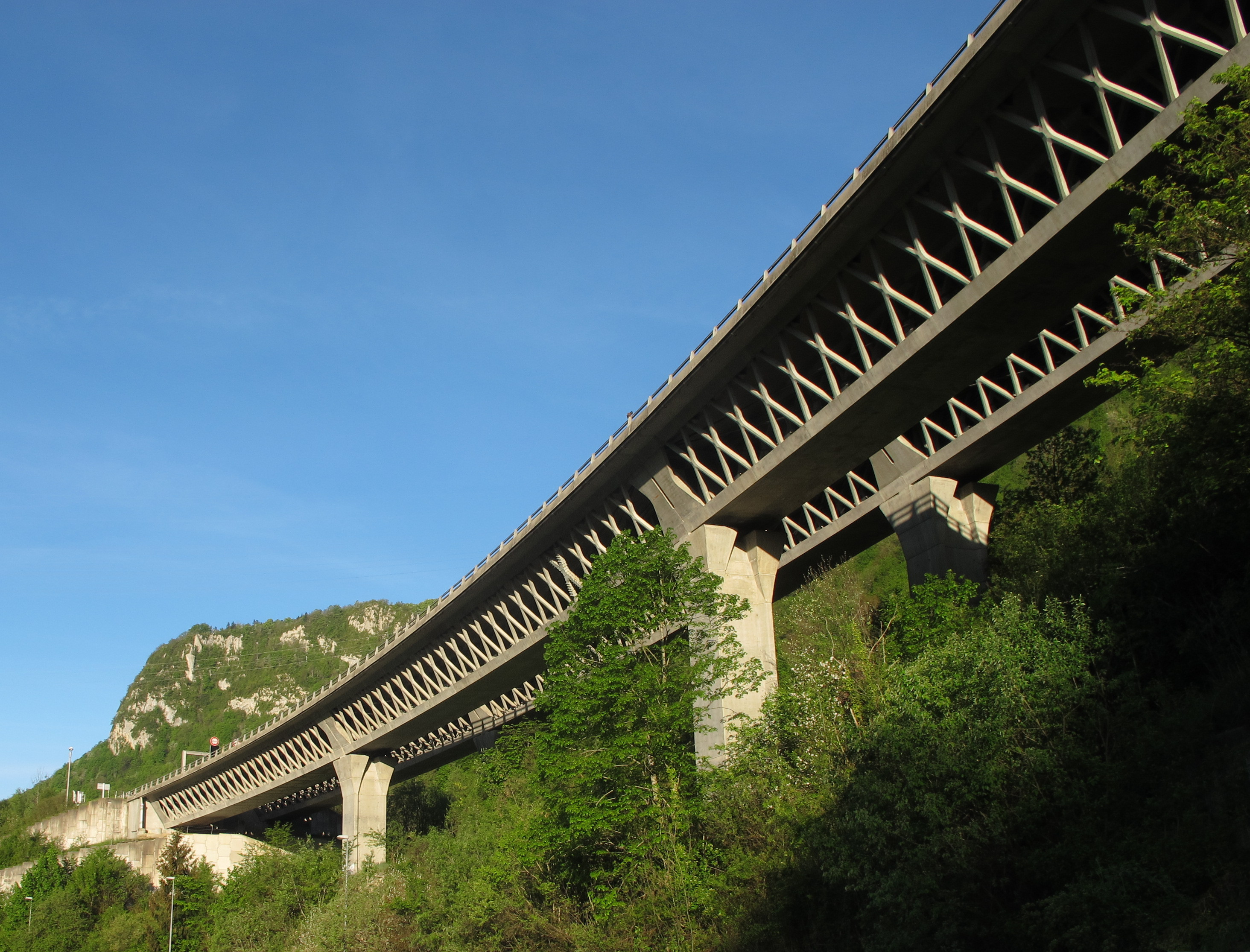
Viaduc des Glacières
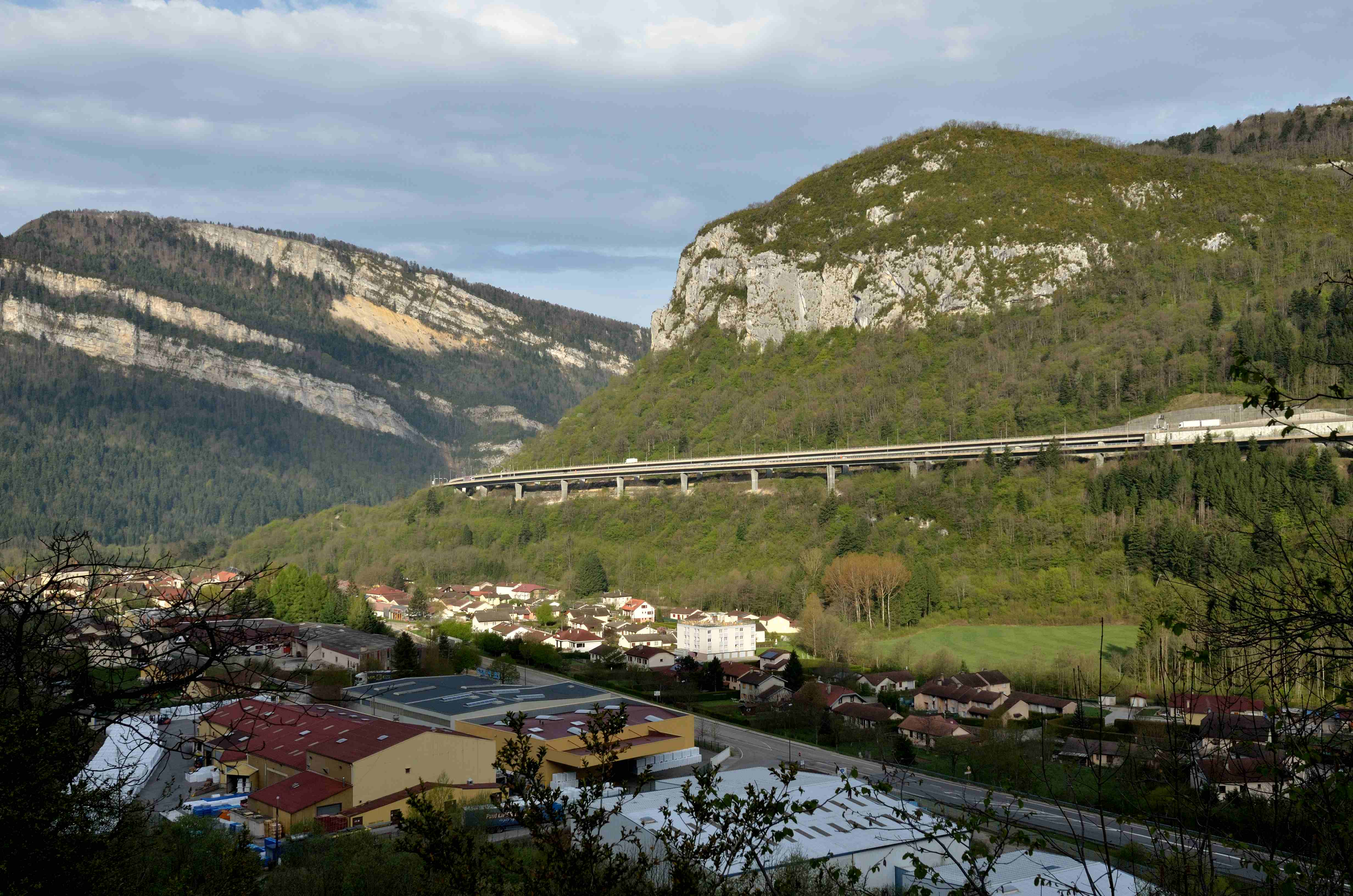
Viaduc Neyrolles
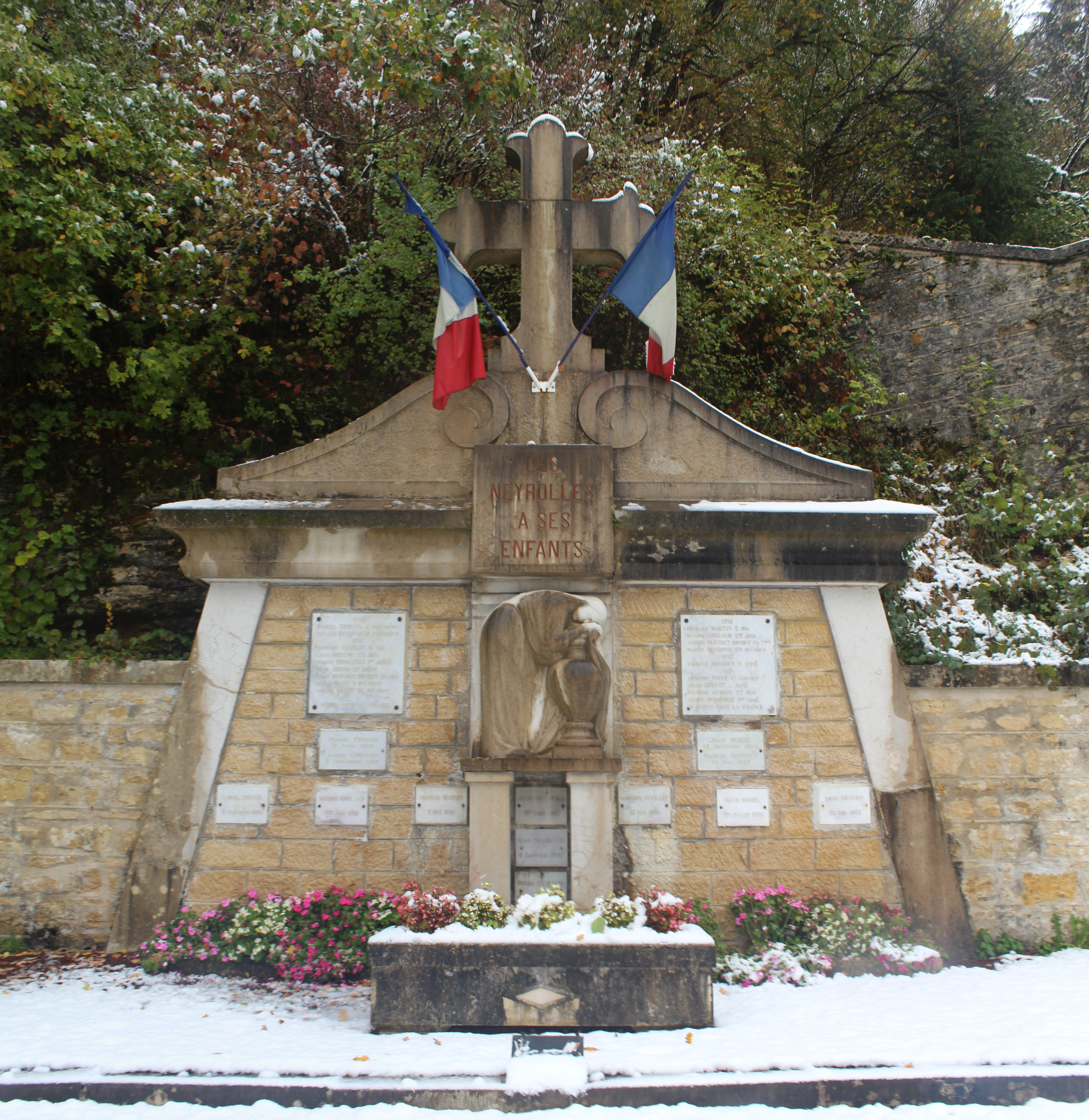
Gefallenendenkmal

## Wirtschaft und Infrastruktur
Les Neyrolles war lange Zeit ein vorwiegend durch die Landwirtschaft und die Forstwirtschaft geprägtes Dorf, lebte aber auch von den Einnahmen aus dem Verkehr durch die Cluse de Nantua. Heute gibt es einige Betriebe des lokalen Klein- und Mittelgewerbes. Dazu gehört die Mineralwasserabfüllung von der Source de la Doye. Viele Erwerbstätige sind Wegpendler, die in den größeren Ortschaften der Umgebung ihrer Arbeit nachgehen.
Die Ortschaft ist verkehrsmäßig sehr gut erschlossen. Sie liegt an der Departementsstraße D1084, die von Bellegarde-sur-Valserine via Nantua nach Pont-d’Ain führt. Weitere Straßenverbindungen bestehen mit Brénod und Le Grand-Abergement. Der nächste Anschluss an die Autobahn A40 befindet sich in einer Entfernung von rund 3 km. Les Neyrolles besaß einen Bahnhof an der Eisenbahnlinie von Bellegarde via Nantua nach Bourg-en-Bresse. Die Strecke ist im Jahr 2010 als TGV-Linie Haut-Bugey wieder reaktiviert worden (ohne Halt in Les Neyrolles).
In Les Neyrolles befindet sich eine staatliche école primaire (Grundschule mit eingegliederter Vorschule).